# دوري الدرجة الأولى الروماني 1909–10
دوري الدرجة الأولى الروماني 1909–10 (بالرومانية: Cupa Asociațiunii Române de foot-ball 1909)‏ هو الموسم 1 من  دوري الدرجة الأولى الروماني. أقيم خلال الفترة 6 ديسمبر 1909 وحتى 15 ديسمبر 1909، وأشرف على تنظيمه اتحاد رومانيا لكرة القدم، وكان عدد الأندية المشاركة فيه  3، وفاز فيه أوليمبيا بوخارست.